# Сангушко, Януш Александр
Януш Александр Сангу́шко (пол. Janusz Aleksander Sanguszko, 5 мая 1712, Любартов — 14 сентября 1775, Дубно) — крупный государственный и военный деятель Речи Посполитой, мечник великий литовский (1735—1750), маршалок надворный литовский (1750—1760), восьмой и последний ординат Острожский (1750—1753). Кавалер орденов Белого Орла и Святого Губерта.

## Биография
Происходил из княжеского рода Сангушек. Единственный сын маршалка великого литовского, князя Павла Кароля Сангушко (1680—1750), 7-го ордината Острожского, от второго брака с Марианной Любомирской (1693—1729).
Неоднократно избирался послом на сеймы. В 1735 году Януш Александр Сангушко был назначен мечником великим литовским. В 1750 году получил должность маршалка надворного литовского.
В 1750 году после смерти своего отца, маршалка великого литовского Павла Кароля Сангушко, Януш Александр унаследовал обширную Острожскую ординацию (24 города и 600 сёл).
Гуляка и пьяница, большую часть времени проживал в Дубенском замке.
В декабре 1753 года по убеждению воеводы русского князя Августа Чарторыйского князь Януш Александр Сангушко подписал Кольбушевскую транзакцию о ликвидации и разделении Острожского майората. Раздел Острожской ординации привёл к усилению магнатской партии «Фамилии». Между королевским двором и магнатской партией Чарторыйских начался вооруженный конфликт. Гетман великий коронный Ян Клеменс Браницкий захватил и удерживал крупнейший замок ординации — Дубно. Самого Януша Александра Сангушко хотели признать в судебном порядке неправомочным. Сам ординат Януш Александр формально сохранил за собой пожизненное право на владение всеми землями майората, но фактически под его контролем осталась только Заславщина (владения князей Заславских), которая не входила в состав майората, и графство Тарновское с городами Заславом, Славутой, Тарнувом и Любартовым.
Острожская ординация была разделена между польскими знатными родами: Потоцкими, Любомирскими, Яблоновскими, Малаховскими, Чацкими, Сапегами, Шидловскими и Чарторыйскими.
14 сентября 1775 года 63-летний князь Януш Александр Сангушко скончался в Дубенском замке. Был похоронен в родовой усыпальнице в Заславе.

## Семья
Князь Януш Александр Сангушко в августе 1731 года женился на Констанции Денгоф (1716—1791), единственной дочери гетмана польного литовского Станислава Эрнеста Денгофа и Иоанны Денгоф, от брака с которой не имел потомства.